# Euophrys wanyan
Euophrys wanyan là một loài nhện trong họ Salticidae.
Loài này thuộc chi Euophrys. Euophrys wanyan được Berry, Joseph A miêu tả năm 1996. Beatty & Jerzy Prószyński.